# Mieroszów
Mieroszów (německy Friedland in Niederschlesien) je město v Polsku v Dolnoslezském vojvodství v okrese Valbřich. Je zároveň sídlem stejnojmenné městsko-vesnické gminy o rozloze 76,17 km². V roce 2023 zde žilo 3 790 obyvatel.

## Poloha
Město je vzdáleno 15 km od Valbřichu a 79 km od Vratislavi. Mieroszów leží u hranice s Českem, od nejbližšího českého města Meziměstí ho dělí 6 km. Městem protéká řeka Stěnava (polsky Ścinawka), která u Starostína vtéká na území Česka. Městem přechází železniční trať Wałbrzych–Meziměstí, která je občas využívána pro nákladní dopravu.

## Demografie
V roce 2015 měl Mieroszów 4 203 obyvatel, o 251 méně, než v roce 2010. Podíl žen z celkového počtu obyvatel představoval 52,1%. Během let 2002 - 2016 poklesl počet obyvatel města o 10,5%.

## Partnerská města
- Frýdlant nad Ostravicí, Česko